# Capu Piscului (gmina Godeni)
Capu Piscului – wieś w Rumunii, w okręgu Ardżesz, w gminie Godeni. W 2011 roku liczyła 1043 mieszkańców.